# Les Issards
Les Issards – miejscowość i gmina we Francji, w regionie Oksytania, w departamencie Ariège.
Według danych na rok 1990 gminę zamieszkiwało 186 osób, a gęstość zaludnienia wynosiła 49 osób/km² (wśród 3020 gmin regionu Midi-Pireneje Les Issards plasuje się na 877. miejscu pod względem liczby ludności, natomiast pod względem powierzchni na miejscu 1586.).